# Jean de Sperati

Speratifälschung des Schwarzen Einsers

Jean de Sperati (* 14. Oktober 1884 in Pistoia; † 27. April 1957 in Aix-les-Bains) war einer der berühmtesten Briefmarkenfälscher der Welt. Seine Fälschungen waren so gut, dass selbst Briefmarkenprüfer aus seiner Zeit sie als echt attestierten. Von Beruf war er Drucker und Graveur. Auf Grund seiner herausragenden Fähigkeit, das Motiv, das Papier sowie den Druck nachzuahmen, wurde er auch „Rubens der Philatelie“ genannt.

## Leben

### Kindheit und Jugend
Jean de Sperati wurde 1884 in Italien geboren, verbrachte jedoch den Großteil seines Lebens in Frankreich. Bereits in seiner Jugend in Pisa und später in Frankreich begann er mit dem Briefmarkensammeln. Er interessierte sich außerdem besonders für die Drucktechniken der damaligen Zeit sowie für die damals noch junge Fotografie. Verwandte besaßen eine Ansichtskartenfabrik sowie eine Papierfabrik. Dadurch erlangte Jean de Sperati zahlreiche fotografische, drucktechnische wie auch chemische Kenntnisse. Dies waren die Grundlagen für seine weitere Karriere als Briefmarkenfälscher.

### Die ersten Fälschungen
Die ersten Versuche, Briefmarken zu kopieren, gelangen Jean de Sperati außergewöhnlich gut. Es handelte sich dabei um wertvolle Marken von San Marino, die allesamt von Briefmarkenexperten als echt erklärt wurden. Daraufhin begann Sperati mit zahlreichen weiteren Kopien von wertvollen Briefmarken aus der ganzen Welt. Es entstanden weit über 500 meisterliche Fälschungen aus über 100 verschiedenen Ausgabegebieten.
1942 geriet der Briefmarkenfälscher zum ersten Mal in seinem Leben in Konflikt mit dem Gesetz. Eine Wertsendung von Sperati nach Portugal wurde vom französischen Zoll abgefangen. Sie enthielt mehrere gefälschte deutsche Briefmarken. Jean de Sperati wurde wegen unerlaubter Kapitalausfuhr angezeigt. Er beteuerte jedoch seine Unschuld. Er erklärte der Polizei, dass es sich bei den vermeintlich wertvollen Raritäten aus Deutschland lediglich um Kopien handelte, die er selbst angefertigt hatte. Daraufhin rief die Polizei die besten Briefmarkenexperten des Landes herbei, um den Sachverhalt zu klären. Diese kamen zu dem Urteil, dass es sich bei allen Briefmarken um Originale handle und diese ausgesprochen wertvoll seien. Den Vorsitz der Experten hatte der Forensiker Edmond Locard aus Lyon inne. Jean de Sperati konnte zwar die Polizei noch von der Falschheit der Raritäten überzeugen, wurde jedoch dadurch wegen Betruges angeklagt. Der Prozess gegen ihn fand im April 1948 statt.

### Der Prozess 1948
Jean de Sperati versuchte dem Gericht zu erklären, dass er beim Verkauf der Briefmarken keine betrügerischen Absichten hatte. Er fühle sich als Künstler und nicht als Fälscher. Weiterhin erklärte er dem Gericht, dass er nur vergessen habe, die Briefmarken als Fälschungen zu kennzeichnen, er werde dies aber in Zukunft nachholen. Tatsächlich war es so, dass er die seltenen Briefmarken zu etwa 1 % des normalen Marktpreises angeboten und so dem einfachen Sammler zu diesen Raritäten verholfen hatte. Dennoch wurde Jean de Sperati von der Pariser Strafkammer zu einem Jahr Gefängnis, 10.000 Francs Geldstrafe sowie zu 300.000 Francs Sühneleistung verurteilt. Die Pariser Strafkammer verurteilte ihn nicht auf Grund der Imitationen, sondern wegen seiner „betrügerischen Absichten“.

### Nach dem Schuldspruch
Jean de Sperati musste auf Grund seines hohen Alters – er war bereits über 64 Jahre alt – nicht ins Gefängnis. 1954 verkaufte er schließlich seine restlichen Fälschungen sowie alle Druckstöcke an die „British Philatelic Association“ für eine enorme Geldsumme. Er zog sich danach vollkommen aus diesem Geschäft zurück und versprach, nie wieder eine Briefmarke zu fälschen. Durch den Verkauf aller seiner Fälschungen und Druckstöcke wollte er außerdem verhindern, dass jemand in Besitz derselbigen kommt und ihn nachahmen könnte. Drei Jahre später starb Jean de Sperati im Alter von 73 Jahren.

## Werk
Die Briefmarkenfälschungen von Jean de Sperati gehören zu den besten der Welt. Viele von ihnen schlummern wahrscheinlich noch heute unentdeckt in so mancher Sammlung. Jean de Sperati fälschte ausschließlich die wertvollsten Raritäten der Philatelie. Er tat dies mit einer unnachahmlichen Präzision, wie sie von kaum einem anderen Fälscher je erreicht wurde. Jean de Sperati achtete beim Fälschen der Briefmarken auch sehr auf die Ortswahl des Poststempels. So ahmte er nur Poststempel größerer Städte nach.
Eine Sperati-Fälschung ist heute keineswegs wertlos. Sie werden von Philatelisten als besondere Sammelobjekte betrachtet und erzielen oftmals hohe Preise. Qualitativ minderwertige Briefmarkenfälschungen sind hingegen oft wertlos, falls sie nicht zu Vergleichs- oder Forschungszwecken gesucht werden.